# Euphoria (рушій)
Euphoria (укр. ейфорія) — програмний рушій, засіб для створення процедурної анімації, що працює в режимі реального часу, розроблений компанією NaturalMotion на основі технології «Dynamic Motion Synthesis» (укр. «Динамічний Синтез Руху»).

## Опис технології
Технологія «euphoria» використовується для анімації тривимірних персонажів «на льоту» і «базується на повній симуляції тривимірного персонажу, включаючи його тіло, м'язи і моторну нервову систему». Див. NaturalMotion's FAQ page, питання: «What is Dynamic Motion Synthesis?» Замість того, щоб використовувати передбачені анімації, дії і реакції персонажу систезуються в реальному часі; ці анімації щоразу генеруються особливі, неідентичні до попередніх, навіть якщо і повторюється одна й та ж сама сцена.
В той час як традиційні фізичні рушії використовують ragdoll-фізику для анімацій, згенерованих на льоту, euphoria використовує складніший метод для анімації фізично зв'язаних (англ. physically-bound) об'єктів. Розробник може створити кілька ключових кадрів для анімації (наприклад, анімація бігу людини), в той же час, як рушій створить усі проміжні. 

## Проєкти на основі технології Euphoria
У лютому 2007 року NaturalMotion і Rockstar Games оголосили, що euphoria буде використовуватися в майбутніх іграх Rockstar. Прес-реліз, що був включений у другий трейлер гри Grand Theft Auto IV, в остаточному підсумку підтвердив те, що Grand Theft Auto IV буде першою грою від Rockstar, що буде використовувати euphoria.
У квітні 2006 року компанія LucasArts повідомила, що їхня наступна гра із серії Індіана Джонс буде використовувати euphoria. Гра Star Wars: The Force Unleashed також використовує euphoria.
У серпні 2007 року NaturalMotion анонсували комп'ютерну гру Backbreaker (укр. Міцний горішок), що буде симулятором американського футболу. Гра розробляється для консолей наступного покоління й використовуєає euphoria для генерації рухів і зіткнень людських тіл у реальному часі.